# Shark Season – Angriff aus der Tiefe
Shark Season – Angriff aus der Tiefe (Originaltitel Shark Season) ist ein US-amerikanischer Tierhorrorfilm aus dem Jahr 2020 von Jared Cohn, der auch für die Kamera zuständig war. Das Drehbuch stammt in großen Teilen von Mark Atkins. Produziert wurde der Film von The Asylum. Als Hauptdarsteller wird Michael Madsen genannt, der jedoch relativ wenig Screentime im Film einnimmt. Im Handlungsmittelpunkt stehen die von Paige McGarvin, Juliana Destefano und Jack Pearson verkörperten Rollen.

## Handlung
Eine blonde Frau badet am Strand einer kleinen, menschenleeren Insel. Plötzlich wird sie von einem Hai attackiert und in die Tiefe gezogen. Lediglich eine Blutlache bleibt zurück. Auf dem Festland schlägt Sarah vor, mit ihrem Ex-Freund Jason und dessen Bekanntschaft Meghan ein Fotoshooting auf einer Insel vor der Küste des US-Bundesstaat Florida zu machen. Jason allerdings ist dafür, die Fotos auf einer anderen Insel zu schießen. Er überredet die beiden jungen Frauen, eine erst kürzlich durch ein Hurrikan freigelegte Insel anzusteuern. Sie wären die ersten Menschen, die einen Fuß auf die Insel setzen würden. Obwohl der Weg zu dieser Insel rund eine Stunde weiter ist als die eigentlich geplante Foto-Location, stimmen die zwei jungen Frauen zu und zu dritt paddeln sie in einem Kajak Richtung Insel.
Das Meer um die Insel ist allerdings das Jagdrevier eines sehr großen Weißen Hais, der bereits in der Vergangenheit für tödliche Angriffe auf Menschen bekannt geworden ist. Unbemerkt von den Menschen in ihren Kajaks werden sie vom Hai verfolgt. Sie treffen auf eine Familie Großer Tümmler. Sie bemerken, dass einer von ihnen eine vernarbte Finne hat. Sie erreichen schließlich die Insel und beginnen mit dem Fotoshooting. Als Jason und Sarah Unterwasserbilder machen, bemerkt Meghan, die als einzige nicht im Wasser ist, den Hai. Dieser bekommt Jason zu fassen, beißt ihm einige Körperteile ab und verschwindet mit ihm ins Meer. Eine Blutlache bestätigt den beiden Frauen seinen Tod.
Entsetzt versuchen sie Kontakt zum Festland herzustellen. Meghan will, dass mit dem restlichen Akku der Notdienst kontaktiert wird, Sarah will ihren Vater James, einen Veteranen der zivilen Luftfahrt, anrufen. Nach einem kurzen Streit und Sarahs Erklärung, dass der Notdienst schlussendlich eh die zivile Luftfahrt kontaktieren würde, ruft sie ihren Vater an. Dieser warnt sie vor einer anrückenden Flut und empfiehlt ihnen, sich eine Insel zu suchen, die nicht überflutet werden würde. Tatsächlich macht Sarah eine Entdeckung und sieht eine Insel mit einem kleinen Wald. Diese steuern die beiden Frauen nun an. Aufgrund der Ping des Handys ist es den Rettungseinheiten möglich, die ungefähre Position der Frauen zu orten.
Auf ihrer weiteren Fahrt gesteht Meghan, dass sie Gefühle für Jason hatte. Sarah erwidert, dass die Beziehung zwischen ihr und Jason auch am Krebstod ihrer Mutter vor einem Jahr scheiterte, und gesteht, dass sie fand, dass Jason und Meghan glücklich zusammen aussahen, und sie sich für beide gefreut hätte. Einen weiteren Angriffsversuch des Hais vereitelt die wohlgesinnte Delfin-Familie. Doch der Hai bleibt dran. Daher verbindet Sarah die beiden Kajaks mit einem Seil, dass sie für den Hai als ein größeres Ziel erscheinen. James stellt fest, dass aufgrund des Hurrikans viele tote Wale vom Hai verspeist wurden, und er dadurch zum Nimmersatt wurde und daher immer noch Jagd macht. Ein Mann auf einem Jet-Ski, der sich den Frauen helfend nähert, wird zum neuen Ziel des Hais: Da die Frauen ihn nicht warnen, weil sie laute Geräusche vermeiden wollen, wird er von seinem Fahrzeug gerissen und im Meer verspeist.
Ein Helikopter findet die beiden Frauen auf ihrem Kajak, kann aber nicht landen und muss aufgrund von Treibstoffknappheit umkehren. Nun nähert sich ein Rettungsboot, will aufgrund des niedrigen Wassers aber nicht näher an die Kajaks und verlangt, dass die Frauen sich beeilen, um zum Boot zu gelangen. Bei einem weiteren Angriff des Hais kentert Meghans Kajak. Sie kann sich aber in Sarahs Kajak retten. Während eines letzten Angriffs auf das gemeinsame Kajak gehen beide Frauen baden, aber Sarah kann den Hai schlussendlich mit einem langen Messer erstechen. Nun erreichen sie schwimmend das sichere Boot.

## Hintergrund

### Produktion
Gedreht wurde in Clearwater und Saint Petersburg im US-Bundesstaat Florida. Er versteht sich als Hommage zum 2016 erschienenen Film The Shallows – Gefahr aus der Tiefe. Im Gegensatz zu vorherigen The-Asylum-Produktionen wurde der Einsatz von CGI-Haien reduziert. Die Haiaufnahmen wurden aus Dokumentationen entlehnt und per Filmschnitt in den fertigen Film integriert. Obwohl mit Madsen als Hauptdarsteller geworben wird, ist er lediglich „telefonierend vor einem Schreibtisch hockend“ in einem Büroraum zu sehen, sodass Actionfreunde mutmaßt, dass er „sichtlich nur einen Tag am Set war“.

### Veröffentlichung
In den USA erschien der Film am 28. Juli 2020. In Deutschland startete er am 9. Oktober 2020 in den Videoverleih.

## Rezeption
„Ausgesprochen einfallsarmer Tierhorrorfilm, der die Zeit zwischen den Haiangriffen mit langweiligem Gerede und einer spannungslosen Rettungsmission füllt. Selbst der Trashfaktor bleibt trotz miserabler Effekte ohne große Wirkung.“

„So eine Hommage hat kein Film verdient.“

Actionfreunde bemängelt eine „spannungsfreie Handlung, dumme Dialoge, gewaltige Logikprobleme und irgendwann einfach nur meganervige Hauptfiguren“. Das Schauspiel von Madsen wird kurz mit „souverän“ bewertet, im Gegensatz zum restlichen Cast, von dem zumindest die „beiden Hauptdarstellerinnen auch noch sehr hübsch anzusehen“ seien, vor allem Juliana Destefano. Der Filmeinstieg wird als gelungen beurteilt, allerdings baut sie im Laufe des Films merklich ab. Auch Filmchecker bewertet die schauspielerische Leistung als nervend und furchtbar. Das Drehbuch wird ebenfalls als langweilig abgestempelt. Final wird geurteilt, dass es sich um die „Tiefen billigster Asylum-Versuche“ handelt, an den Erfolg der Sharknado-Reihe anzuknüpfen, und vergeben werden einer von zehn Punkten und das „Prädikat: Schmerzhaft!“.
Im Audience Score, der Zuschauerwertung auf Rotten Tomatoes, erhielt der Film bei weniger als 50 Stimmenabgaben 14 %. In der Internet Movie Database hat der Film bei 885 Stimmenabgaben eine Wertung von 2,7 von 10,0 möglichen Sternen (Stand: 29. Juli 2023).